# Zapostavljena tropska bolezen
Zapostavljene tropske bolezni (angl. neglected diseases, točneje neglected tropical diseases, skrajšano NTD) so skupina tropskih bolezni, do katerih prihaja v revnejših deželah in skupinah ljudi. Seznam tako imenovanih zapostavljenih bolezni se od vira do vira razlikuje; WHO navaja 17 prednostnih bolezni v tej skupini.
Zapostavljene bolezni stojijo v senci tako imenovanih velikih »morilk« tretjega sveta (aidsa, tuberkuloze in malarije), ki jim posvečajo veliko pozornost in temu ustrezno velika sredstva. NTD so omejene na tretji svet, aids, pa tudi tuberkuloza, po drugi strani ogrožata tudi industrijske države. Za razliko od tipičnih bolezni razvitega sveta NTD ne morejo upati na kakega bogatega mecena, ki bi bil pripravljen – drugače kot v industrializiranih državah – pokriti stroške raziskav in razvoja zdravil za NTD.
Zelo značilno za zapostavljene bolezni je, da jih povzročajo praživali in črvi. V industrializiranih deželah tako zaradi izboljšane higiene, klimatskih pogojev in odsotnosti prenašalcev (posebnih vrst muh in komarjev, na primer) ne igrajo nobene vloge  Dodatne razlike v primerjavi z boleznimi razvitega sveta, kot so aids, tuberkuloza in malarija, so: 
- Zapostavljene bolezni zmanjšujejo kakovost življenja obolelih in njih produktivnost, četudi se bolezen ne konča s smrtjo. Praviloma gre za kronična obolenja.
- Simptomi bolezni se javljajo le počasi in zelo nejasno, tako da je prizadetemu težko ugotoviti,  kaj je vzrok težav. Ljudje tako šele pozno, če sploh, iščejo pomoč.

## Bolezni, ki jih povzročajo tripanozome
- Kala-azar (lišmanioza prebavil). Terapije so na voljo. Cepiva so še v razvoju.
- Afriška spalna bolezen (afriška tripanosomoza). Bolezen so v kolonialnih časih zelo omejili in skoraj že izkoreninili, po koncu kolonializma pa je število obolenj spet začelo rasti. Melarsoprol je strupen in ima neželene učinke; edina alternativa mu je Eflornitin.
- Chagasova bolezen (ameriška spalna bolezen). Cepiva zanjo ni; bolezen je mogoče v začetnih stadijih zdraviti, vendar je zdravljenje drago. Zdravila, ki so dandanes na voljo, imajo resne nezaželene učinke. Chagas pomeni za dolga leta simptomov in zmanjšano kvaliteto življenja.

## Bolezni, ki jih povzročajo črvi – helmintoze
- Shistosomoza. Poceni zdravilo prazikvantel lahko bolezen uspešno ozdravi, ne more pa preprečiti ponovne okužbe.
- Limfatična filarioza (elefantiaza). Povzročiteljice bolezni, filarije, lahko prenašajo različne vrste komarjev, tako tudi endemične, kot je navadni komar.
- Onhocerkiaza (rečna slepota).
- Drakunkuloza (povzročitelj medinski črv). Bolezen naj bi izkoreninili že leta 2009, vendar jim ni v celoti uspelo.
- Cisticerkoza.
- Ehinokokoza
- Trematodne infekcije z okuženimi živili.

##### Helmintoze, ki se prenašajo prek tal
- Askariaza: preventiva v obliki skrbi za odtoke in higieno pri prehrani. To velja tudi za druge vrste trakulj.

## Bakterijske okužbe
- Gobavost.
- Burulska razjeda. Težka razjedenost kože, antibiotiki niso uspešni. Inficirano/prizadeto tkivo je treba odstraniti kirurško, posledica je  pohabljenost
- Trahom  je bakterijsko okuženje oči. V tropih je najpogostejši vzrok slepote.
- Frambezija (endemične treponematoze).

## Virusna obolenja
- Mrzlica denga. Povzročitelj bolezni, flavivirus, se prenaša s pikom komarja rumene mrzlice (Stegomyia aegypti, prej Aedes aegypti) ali azijskega tigrastega komarja, ki se zdaj širi po Evropi. Začetna infekcija običajno ni usodna, vendar okužba z enim od sero-tipov poveča nevarnost za druge okužbe z drugačnim serotipom. Posledica je zelo nevarna denga hemoragična mrzlica. Tako za začetno okužbo kot za hemoragično vročico ni zdravila. Možno je samo paliativno zdravljenje.
- Čikungunja. Virus Chikungunya prenašata ravno tako komar rumene mrzlice in tigrasti komar.
- Steklina.

## Povezave
- Editorial Gavin Yamey (British Medical Journal): Najbolj zanemarjene bolezni sveta, zanje se ne menijo ne farmacevtska industrija ne javno-zasebna partnerstva (v angl.)
- Website der Drugs for Neglected Diseases initiative (DNDi)